# 阿賴恩鎮區 (堪薩斯州克勞德縣)
阿賴恩鎮區（英語：Arion Township）為位在美國堪薩斯州克勞德縣的鎮區。2010年美国人口普查中該鎮區人口有100人。

## 地理
阿賴恩鎮區涵蓋面積93.78平方（36.21平方英里），境內無城市設立。

### 墓園
根據美國地質調查局的資料，此鎮區擁有2座墓園：
- 莫里森墓園（Morrison  Cemetery）
- 威爾科克斯墓園（Wilcox Cemetery）

### 溪流
通過此鎮區的溪流有：
- 科爾溪（Coal Creek）

## 人口統計
根據2010年美國人口普查，阿賴恩鎮區人口有100人，人口密度為1.07人/平方公里。此鎮區居民之種族有98%為白人；0%為非裔美洲人；1%為美洲原住民；1%為亞洲人；0%為太平洋島民；0%為其他種族；另外有0%為混血種族。而西班牙裔或拉丁裔美洲人佔此鎮區人口的0%。

## 外部連結
- US-Counties.com
- City-Data.com （页面存档备份，存于）